# District de Maniwa
Le district de Maniwa (真庭郡, Maniwa-gun) est un district de la préfecture d'Okayama, au Japon.

## Démographie
Au 1er février 2015, sa population était de 874 habitants pour une superficie de 67,11 km2 et une densité de population de 13 habitants au km2.

## Commune du district
- Shinjō